# Корнеевка (Омская область)
Корнеевка — деревня в Москаленском районе Омской области России. Входит в Екатериновское сельское поселение.

## История
Основано в 1906 г немцами переселенцами из Причерноморья. До 1917 г. меннонитское село Омского уезда Акмолинской области. В 1928 г. хутор Корнеевка состоял из 28 хозяйств, основное население — немцы. В составе Екатериновского сельсовета Москаленского района Омского округа Сибирского края.

## Население
| 1920 | 1926 | 1970 | 1979 | 1989 | 2010 |
| ---- | ---- | ---- | ---- | ---- | ---- |
| 165  | ↘162 | ↗417 | ↗423 | ↗508 | ↘312 |